# Leptacis brevifuniculus
Leptacis brevifuniculus är en stekelart som beskrevs av Peter Neerup Buhl 2002. Leptacis brevifuniculus ingår i släktet Leptacis och familjen gallmyggesteklar. Inga underarter finns listade i Catalogue of Life.